# Cudahy (Wisconsin)
Cudahy es una ciudad ubicada en el condado de Milwaukee en el estado estadounidense de Wisconsin. En el Censo de 2010 tenía una población de 18.267 habitantes y una densidad poblacional de 1.480,15 personas por km².

## Geografía
Cudahy se encuentra ubicada en las coordenadas 42°56′48″N 87°51′50″O / 42.94667, -87.86389. Según la Oficina del Censo de los Estados Unidos, Cudahy tiene una superficie total de 12.34 km², de la cual 12.34 km² corresponden a tierra firme y (0%) 0 km² es agua.

## Demografía
Según el censo de 2010, había 18.267 personas residiendo en Cudahy. La densidad de población era de 1.480,15 hab./km². De los 18.267 habitantes, Cudahy estaba compuesto por el 88.79% blancos, el 2.66% eran afroamericanos, el 0.88% eran amerindios, el 1.39% eran asiáticos, el 0.03% eran isleños del Pacífico, el 3.59% eran de otras razas y el 2.67% pertenecían a dos o más razas. Del total de la población el 9.68% eran hispanos o latinos de cualquier raza.